# Flash Video
Flash Video (de l'anglais signifiant littéralement « vidéo Flash »), couramment abrégé sous le sigle FLV, est un format de fichier utilisé sur Internet pour diffuser des vidéos via le lecteur Adobe Flash Player versions 6, 7, 8, 9 et 10, de manière à pouvoir l'incorporer aux animations Flash.
Ce format est notamment utilisé par les sites de partage de vidéos sur Internet.
C'est un format conteneur (voir les détails techniques ci-dessous).

## Contenu technique
(avril 2020).
Type d'encodage dans le Flash Video et le format de fichier de base ISO :
- Video
  - H.264 (added to MP4 and FLV)
  - unofficial Google GPL FLV implementations for Android[2]
    - MPEG-4 ASP (native to MP4)
    - ITU H.263 (native to 3GPP MP4)
- Audio
  - MPEG layer 3 (native to Flash Video)
  - MPEG AAC (added to Flash Video)

Type d'encodage dans uniquement le format Flash Video :
- General video
  - RGB (supported by same type code SWF uses)
  - run-length (supported by same type code SWF uses)
  - Sorenson's H.263 (native to Flash Video)
  - On2 TrueMotion VP6 with and without alpha channel (added to Flash Video)
- Animated video are the zlib based Screen 1 and 2 (native to SWF).
- General audio are PCM and ADPCM (native to SWF).
- Vocal audio
  - Nellymoser's Asao à 16 or 8 or 5 kHz (native to SWF)
  - a-law and μ-law (native to SWF)
  - Speex (added to FLV)
- Timed Text requires ActionScript specific commands for loading captioning, which is only supported by external text files in either JSON or W3C XML formats.

Type d'encodage dans uniquement le format de fichier de base ISO :
- Animated video are QuickTime types for GIF, PNG and JPEG, which replace the Screen 1 and 2 encodings.
- Timed Text requires ActionScript specific commands for loading captions embedded as either EIA-608 or QuickTime mac based styled text with the 3GPP derived version that supports Unicode.

### Convertisseurs FLV
Un convertisseur FLV est un type de logiciel de conversion video utilisé pour convertir des videos de différents formats en FLV. Les logiciels les plus répandus sont : 
- SUPER (freeware)
- Free Studio  (freeware)
- Freemake Video Converter (freeware)
- Format Factory  (freeware)
- HandBrake Video Converter (GPL-licensed free software)
- VLC Video Player (GPL-licensed free software)
- Any Video Converter (freeware et commercial)
- FFmpeg (GPL-licensed free software)
- Easy 7-Zip (7z)-Via Extraction d'Audios (MP3) et Videos.

## Utilisation
Ce format a été beaucoup utilisé par les sites de partage de vidéo en streaming qui avaient besoin de diffuser un flux vidéo important, comme YouTube, Wat TV ou Dailymotion.
NB : Les caractéristiques ci-dessous ne sont pas forcément spécifiques à la lecture en continu.
Il a comme avantage :
- de proposer un faible encombrement (lors de transferts sur le réseau, ou du côté serveur),

Il a comme inconvénient :
- d'être dépendant de la bande passante à disposition de l'utilisateur.

Le premier serveur de streaming de vidéo flash a pour nom Adobe Flash Media Server (FMS).
D'autres techniques concurrentes existent : streaming MMS, etc.

## Implémentations

### Lecteurs
Pour les systèmes d'exploitation Windows, Mac OS X, Android et GNU/Linux :
- VLC media player
- Media Player Classic
- MX Video Player
- MPlayer
- GOM Player

### Bibliothèques
- libflv